# Underneath Your Clothes
"Underneath Your Clothes" là một bài hát của nghệ sĩ thu âm người Colombia Shakira nằm trong album phòng thu thứ ba và cũng là album tiếng Anh đầu tay của cô, Laundry Service (2001). Nó được phát hành như là đĩa đơn thứ hai trích từ album vào ngày 18 tháng 3 năm 2002 bởi Epic Records. Bài hát được đồng viết lời và sản xuất bởi Shakira và Lester Mendez, người đã tham gia cộng tác với cô trong hầu hết những bản nhạc từ Laundry Service. Đây là một bản pop và power ballad với nội dung đề cập đến câu chuyện tình yêu vô điều kiện của một người phụ nữ đối với bạn trai của cô, cũng như vai trò từ tình yêu của ai đó để trở thành một người tốt và bản năng của người mẹ, vốn được lấy cảm hứng từ mối quan hệ tình cảm giữa Shakira với người bạn trai lúc bấy giờ Antonio de la Rúa. "Underneath Your Clothes" đã nhận được nhiều sự so sánh với một số tác phẩm khác, như đĩa đơn năm 1989 của The Bangles "Eternal Flame" và đĩa đơn năm 1967 của The Beatles "Penny Lane", đồng thời chất giọng của Shakira cũng mang một số điểm tương đồng với ca sĩ người Mỹ Jewel.
Sau khi phát hành, "Underneath Your Clothes" nhận được những phản ứng trái chiều từ các nhà phê bình âm nhạc, trong đó họ đánh giá nó như là một điểm nhấn nổi bật từ album, nhưng cũng có nhiều ý kiến chỉ trích liên quan đến nội dung lời bài hát và quá trình sản xuất của nó. Tuy nhiên, "Underneath Your Clothes" đã xuất hiện ở vị trí thứ 391 trong danh sách "500 Bài hát xuất sắc nhất kể từ khi bạn sinh ra" của tạp chí Blender. Ngoài ra, bài hát cũng tiếp nhận những thành công vượt trội về mặt thương mại, đứng đầu các bảng xếp hạng ở Úc, Áo và Ireland, và lọt vào top 10 ở hầu hết những quốc gia nó xuất hiện, bao gồm vươn đến top 5 ở Đan Mạch, Pháp, Đức, Ý, Hà Lan, New Zealand, Na Uy, Thụy Điển, Thụy Sĩ và Vương quốc Anh. Tại Hoa Kỳ, "Underneath Your Clothes" đạt vị trí thứ chín trên bảng xếp hạng Billboard Hot 100, trở thành đĩa đơn thứ hai liên tiếp của Shakira vươn đến top 10 tại đây, sau "Whenever, Wherever". Tính đến nay, nó đã bán được hơn 5 triệu bản trên toàn cầu, trở thành một trong những đĩa đơn bán chạy nhất thập niên 2000 cũng như một trong những đĩa đơn bán chạy nhất mọi thời đại.
Video ca nhạc cho "Underneath Your Clothes" được đạo diễn bởi nhiếp ảnh gia Herb Ritts, trong đó tập trung mô tả sự cô đơn của Shakira như là một nghệ sĩ lưu diễn và khiến cô hồi tưởng đến những kỷ niệm đẹp với bạn trai (do Antonio de la Rúa thủ vai), xen kẽ với những hình ảnh nữ ca sĩ trình diễn bài hát trên sân khấu. Sau khi phát hành, sự xuất hiện của de la Rúa đã gây nên tranh cãi ở Argentina bởi một số lý do liên quan đến chính trị, dẫn đến việc album của Shakira bị cấm phát hành tại đây. Để quảng bá bài hát, nữ ca sĩ đã trình diễn nó trên nhiều chương trình truyền hình và lễ trao giải lớn, bao gồm CD:UK, Late Show with David Letterman, Live with Regis and Kelly, Pepsi Chart, Today, Top of the Pops và Total Request Live, cũng như trong nhiều chuyến lưu diễn trong sự nghiệp của cô. Kể từ khi phát hành, "Underneath Your Clothes" đã được hát lại và sử dụng làm nhạc mẫu bởi một số nghệ sĩ, như Amy Diamond, Kieran Goss và Rouge.

## Danh sách bài hát
| Đĩa CD #1 tại châu Âu 1. "Underneath Your Clothes" (bản album) — 3:44 2. "Underneath Your Clothes" (bản acoustic) — 3:55 3. "Underneath Your Clothes" (Mendez Club Radio chỉnh sửa) — 3:24 4. "Underneath Your Clothes" (Thunderpuss Club phối) — 6:52 5. "Underneath Your Clothes" (video ca nhạc) — 3:44 Đĩa CD #2 tại châu Âu 1. "Underneath Your Clothes" (bản album) — 3:44 2. "Underneath Your Clothes" (bản acoustic) — 3:55 | Đĩa CD #1 tại Anh quốc 1. "Underneath Your Clothes" (bản album) — 3:44 2. "Underneath Your Clothes" (Thunderpuss Club phối) — 6:52 3. "Ciega, Sordomuda" (bản album) — 4:28 Đĩa CD #2 tại Anh quốc 1. "Underneath Your Clothes" (bản album) — 3:44 2. "Underneath Your Clothes" (Acoustic Studio Vox) — 3:55 3. "Underneath Your Clothes" (Fairlite phối) — 6:52 4. "Underneath Your Clothes" (video ca nhạc) — 3:44 |

## Xếp hạng
| Bảng xếp hạng (2002)                 | Vị trí cao nhất |
| ------------------------------------ | --------------- |
| Úc (ARIA)                            | 1               |
| Áo (Ö3 Austria Top 40)               | 1               |
| Bỉ (Ultratop 50 Flanders)            | 1               |
| Bỉ (Ultratop 50 Wallonia)            | 7               |
| Canada (Canadian Singles Chart)      | 11              |
| Đan Mạch (Tracklisten)               | 4               |
| Châu Âu (European Hot 100 Singles)   | 2               |
| Phần Lan (Suomen virallinen lista)   | 8               |
| Pháp (SNEP)                          | 2               |
| Đức (Official German Charts)         | 2               |
| Hungary (Rádiós Top 40)              | 9               |
| Ireland (IRMA)                       | 1               |
| Ý (FIMI)                             | 3               |
| Hà Lan (Dutch Top 40)                | 1               |
| Hà Lan (Single Top 100)              | 2               |
| New Zealand (Recorded Music NZ)      | 2               |
| Na Uy (VG-lista)                     | 2               |
| Ba Lan (Polish Singles Chart)        | 2               |
| Thụy Điển (Sverigetopplistan)        | 3               |
| Thụy Sĩ (Schweizer Hitparade)        | 2               |
| Anh Quốc (OCC)                       | 3               |
| Hoa Kỳ Billboard Hot 100             | 9               |
| Hoa Kỳ Adult Pop Airplay (Billboard) | 25              |
| Hoa Kỳ Dance Club Songs (Billboard)  | 5               |
| Hoa Kỳ Pop Airplay (Billboard)       | 4               |

| Bảng xếp hạng (2002)                 | Vị trí |
| ------------------------------------ | ------ |
| Australia (ARIA)                     | 12     |
| Austria (Ö3 Austria Top 40)          | 7      |
| Belgium (Ultratop 50 Flanders)       | 5      |
| Belgium (Ultratop 40 Wallonia)       | 18     |
| Denmark (Tracklisten)                | 8      |
| Europe (European Hot 100 Singles)    | 5      |
| Finland (Suomen virallinen lista)    | 100    |
| France (SNEP)                        | 29     |
| Germany (Official German Charts)     | 8      |
| Ireland (IRMA)                       | 13     |
| Italy (FIMI)                         | 30     |
| Netherlands (Dutch Top 40)           | 15     |
| Netherlands (Single Top 100)         | 11     |
| Norway Summer Period (VG-lista)      | 3      |
| New Zealand (Recorded Music NZ)      | 14     |
| Sweden (Sverigetopplistan)           | 12     |
| Switzerland (Schweizer Hitparade)    | 4      |
| UK Singles (Official Charts Company) | 41     |
| US Billboard Hot 100                 | 66     |

| Bảng xếp hạng (2000-09)          | Vị trí |
| -------------------------------- | ------ |
| Austria (Ö3 Austria Top 40)      | 44     |
| Germany (Official German Charts) | 88     |
| Netherlands (Single Top 100)     | 72     |

## Chứng nhận
| Quốc gia                                                                           | Chứng nhận  | Số đơn vị/doanh số chứng nhận |
| ---------------------------------------------------------------------------------- | ----------- | ----------------------------- |
| Úc (ARIA)                                                                          | 3× Bạch kim | 210.000^                      |
| Áo (IFPI Áo)                                                                       | Bạch kim    | 30,000*                       |
| Bỉ (BEA)                                                                           | Bạch kim    | 30,000*                       |
| Pháp (SNEP)                                                                        | Vàng        | 250.000*                      |
| Đức (BVMI)                                                                         | Vàng        | 250.000^                      |
| Thụy Sĩ (IFPI)                                                                     | Bạch kim    | 40.000^                       |
| Anh Quốc (BPI)                                                                     | Bạc         | 200.000^                      |
| * Chứng nhận dựa theo doanh số tiêu thụ. ^ Chứng nhận dựa theo doanh số nhập hàng. |             |                               |